# 丙醛
丙醛是三个碳的醛，化學式为C2H5CHO结构简式为CH₃CH₂CHO或者C2H5CHO。它是丙酮的同分异构体，室温下为无色液体，略微带有刺激性的水果气味。
丙醛主要通过金属催化剂存在下，混合合成气和乙烯，发生加氢甲酰化反应制得：
CO + H2 + C2H4 → C2H5CHO

## 用途
丙醛主要用于与甲醇发生缩合反应制取三羟甲基乙烷，进一步制取醇酸树脂。
丙醛与叔丁胺缩合得到C2H5CH=N-t-Bu，是有机合成中常用的三碳试剂。用LDA对这个亚胺去质子化得到CH3CHLi2CH=N-t-Bu，然后与醛缩合。